# Los Rebeldes
Los Rebeldes és un grup de rock and roll català, fundat el 1979 per Carles Segarra, Aureli Morata i Moisés Sorolla. Va ser un grup clau en el reneixement del Rock n Roll a Espanya, i gràcies a ell, van tornar a haver-hi grups de Rock and Roll. En els 80, eren el grup més conegut i Carles Segarra va revolucionar la música.

## Formació del grup
Carles Segarra (Barcelona, 6 d'agost de 1961) és el fundador del grup i és el seu cantant, guitarrista i un dels compositors català de rock and roll. Des dels quinze anys tocava en públic a algunes localitats interpretant versions de Jerry Lee Lewis, The Beatles, Bob Dylan i, sobretot, Eddie Cochran. El seu amic Loquillo li feia de mànager, i posteriorment formarien un grup: Teddy, Loquillo y sus amigos.
El 1979 Carles Segarra, junt amb Aureli Morata tocant el baix i Moisés Sorolla la bateria funden Los Rebeldes.
L'any següent, junt amb Los Intocables, acompanyen a Loquillo al disc: Los tiempos están cambiando, que va arribar a una certa fama amb la cançó "Esto no es Hawaii".

## Trajectòria
El 1981 la formació enregistra el seu primer disc: Cerveza, chicas y... rockabilly, on apareixen cançons com "El rock del hombre lobo" i "Rocker".
Posteriorment enregistren el single "Carolina/Demasiado whisky" (1982), on també hi participa en Jordi Simó, guitarrista de la banda durant els anys 1981-1982.
El 1985 entra a formar part del grup el saxofonista Dani Nel·lo, qui romandria amb la banda fins al 1997.
L'any següent surt a la venda el disc Rebeldes con causa, on apareixen temes com "Quiero ser una estrella", "Noche de acción", "No me gusta trabajar" i "Mescalina", aquest darrer un dels seus més populars.
Dos anys més tard enregistren Más allá del bien y del mal, que suposa el salt al gran públic, amb un tema que es converteix en èxit de l'estiu i un clàssic: "Mediterráneo". Durant tot aquests temps, les seues aparicions en ràdio i televisió són constants. També destaca una balada que acabarà convertint-se en una de les més conegudes del final del segle XX a l'estat espanyol: "Bajo la luz de la luna".

## Discografia
- 1981 - Cerveza, chicas y... Rockabilly!
- 1982 - Carolina / Demasiado whisky (single)
- 1985 - Esto es Rocanrol (miniLP)
- 1986 - Rebeldes con causa
- 1987 - Preferiblemente vivos (directe)
- 1988 - Más allá del bien y del mal
- 1990 - En cuerpo y alma
- 1991 - Tiempos de Rocanrol
- 1991 - Héroes
- 1993 - La rosa y la cruz
- 1995 - Básicamente... Rebeldes (directe)
- 1997 - Carne para tiburones
- 1999 - Vicios y virtudes
- 2003 - Rebeldes y rebeldes (recopilatori tribut)
- 2008 - Más sabe el diablo
- 2009 - Rebeldes 1979-1985. Inclou: Cerveza, chicas y Rockabilly - Esto es Rocanrol - Héroes i Las cintas de la buhardilla (versions maqueta)
- 2010 - Noches de Luz, Días de Gas (CD + DVD directe)
- 2011 - Rebeldes con causa (reedició + temes en directe de la gira de 1986)
- 2013 - 123 Acción
- 2016 - A flor de piel
- 2019 - Rock Ola Blues
- 2019 - Corazón de rock & roll (recopilatori commemoratiu del 40 aniversari de la banda)